# Tourments (film, 1954)
Pour les articles homonymes, voir Tourments.
Pour plus de détails, voir Fiche technique et Distribution.
Tourments est un film français réalisé par Jacques Daniel-Norman, sorti en 1954.

## Synopsis
À la suite de son mariage d'amour avec la fragile Anne-Marie de Vandière, le célèbre chanteur Jean-Jacques Duflot a abandonné sa carrière. Le couple a adopté le petit Jean-Claude, qui vit heureux à Maisons-Laffitte. La véritable mère de Jean-Claude, Simone Rebeira, reparaît et charge un détective privé peu scrupuleux, Eddy Gorlier, de récupérer son enfant. Sa jalousie maladive pousse Anne-Marie à s'imaginer que Jean-Jacques est le véritable père de l'enfant. D'où drame. Elle quitte son mari qui reprend sa carrière. Simone, consciente du mal qu'elle a fait, renonce à Jean-Claude et les tourments disparaissent pour le couple qui se reforme.

## Fiche technique
- Titre : Tourments
- Réalisation : Jacques Daniel-Norman, assisté de Tony Saytor, Jean Léon
- Scénario : Pierre Maudru
- Adaptation : Jacques Daniel-Norman
- Dialogue : Jacques Daniel-Norman, Yvan Audouard
- Costumes : B. Brunoy est habillée par la maison Almine
- Décors : Louis Le Barbenchon, assisté de Pierre Duquesne
- Photographie : Roger Fellous, assisté de Maurice Fellous, Jean-Paul Schwartz
- Montage : Nicole Marko, assistée de Michèle Vacquand
- Son : Pierre-Henry Goumy, assisté de Urbain Loiseau
- Musique : Paul Misraki, René Sylviano
- Chansons : Paul Misraki, René Sylviano, Gérhard Winkler, Edmond P. Zaldivard :
  - Bella donna, Un jour, il fait bon revenir, Soir Espagnol, C'est la fête des fleurs (Éditions Ray Ventura)
- Cadrage : Noël Martin, assisté de Louis Stein
- Maquillage : Louis Dor, Rosine Planson, assistés de Daniel Albert
- Script-girl : Sylvette Baudrot
- Régie général : Michel Mombailly
- Régie ensemblier : Pierre Lefait
- Accessoires : Alphonse Lebeuf
- Tapissier : Emile François
- Production : Jean Lefait, Raymond Logaert
- Société de production : Vasco Films
- Distribution : Mondial Films
- Pays :  France
- Format : Noir et blanc - 1,37:1 - 35 mm - Son mono
- Genre : Drame
- Durée : 115 minutes
- Date de sortie : 
  - France - 23 avril 1954
- Visa d'exploitation : 14730

## Distribution
- Tino Rossi : Jean-Jacques Duflot, dit: Tony Caylor, ancien chanteur de renom
- Blanchette Brunoy : Anne-Marie Duflot, la femme de Jean-Jacques
- Louis de Funès : Eddy Gorlier, détective privé
- Jacqueline Porel : Simone Rebeira, la véritable mère de Jean-Claude
- Charles Deschamps : Mr de Vandière, le père d'Anne-Marie
- Claudy Chapeland : Jean-Claude Duflot, le petit garçon
- Raymond Cordy : Jo Braitone
- Andrée Servilange : Mlle de Prinjelles, directrice de l'orphelinat
- Renée Corciade : Mme Prestat
- Paul Azaïs : Le père Bizule, gardien de chantier
- Jean Berton : Victor, le majordome
- Jean Dunot : Lucien, un détective de l'agence Gorlier
- Léopoldo Francès : Rony, le noir
- Christian Brocard : Bob, le lad
- Jimmy Urbain : Un jeune garçon
- Simone Logeart : Gertrude, la nurse
- Jeanne Véniat : La bonne
- Jacqueline Marco : L'infirmière
- Michèle Marcey : L'assistante
- André Richard : L'entraîneur
- Georges Cécyl : L'ami aux courses
- René Forval : Un joueur
- De Pasquale : Un photographe
- Victor Vina : Le docteur
- Le Cigle : Un jockey
- Guy Moulinet
- Renée Durety
- Jacky Rollin

## Autour du film
- Le film a été tourné du 21 septembre au 26 octobre 1953 aux studios Paris Studio Cinéma de Billancourt.